# Свешников, Михаил Олегович
Михаил Олегович Свешников (13 ноября 1973, Карпинск, Свердловская область, СССР) — российский спортсмен, Заслуженный мастер спорта России по хоккею с мячом (1999), полузащитник клуба «Юсдаль» (Швеция). Старший тренер сборной России по хоккею с мячом (с мая 2019 года).
Лучший игрок чемпионата мира 2011 года.

## Биография
Хоккеем с мячом начал заниматься в Карпинске. 
В 15 лет получил приглашение от клуба «Динамо» (Москва), в состав которого влился летом 1990 года. 
В первом же своем сезоне в высшей лиге чемпионата СССР завоевал бронзовые медали. 
Выступал за команды - 

«Динамо» (Москва) - 1990-1994, 2005-2010 и 2011-2016.
 
«Юсдаль», Швеция - 1994-2002 и 2016-2020.

«Водник» (Архангельск) - 2002-2005.

«Сандвикен АИК» - 2010-2011.

В апреле 2020 года назначен главным тренером клуба «СКА-Нефтяник».

## Достижения
Чемпион России (10) - 2002/2003, 2003/2004, 2004/2005, 2005/2006, 2006/2007, 2007/2008, 2008/2009, 2009/2010, 2011/2012, 2012/2013.

 Серебряный призёр чемпионата России (2) - 2013/2014, 2014/2015.

 Бронзовый призёр чемпионата России (1) - 2015/2016.

 Бронзовый призёр чемпионата СССР (1) - 1990/1991.

 Чемпион мира (6) - 1999, 2001, 2006, 2007, 2008, 2011 годов.

 Серебряный призёр чемпионата мира (7) - 1995, 1997, 2003, 2005, 2009, 2010, 2012 годов.

 Обладатель кубка мира (5) - 2003, 2004, 2006, 2007, 2013.

 Финалист кубка мира (3) - 1997, 1999, 2002.

 Обладатель кубка Европейских чемпионов (6) - 2002, 2003, 2004, 2006, 2008, 2009.

 Финалист кубка Европейских чемпионов (1) - 2007.

 Обладатель кубка чемпионов (Эдсбюн) (5) - 2004, 2006, 2008, 2013, 2015.

 Финалист кубка чемпионов (Эдсбюн) (2) - 2010, 2014.

 Бронзовый призёр кубка чемпионов (Эдсбюн) (2) - 2011, 2012.

 Обладатель кубка России (7) - 2005-весна, 2005-осень, 2006, 2008, 2011-весна, 2011-осень, 
2012.

 Финалист кубка СССР (1) - 1991.

 Обладатель суперкубка России (2) - 2013-весна, 2013-осень.

 Победитель турнира на призы Правительства России (3) - 1998, 2000, 2002.

 Финалист турнира на призы Правительства России (1) - 1996.

Включался в список 22 лучших игроков сезона — 1993, 1994, 2003, 2004, 2005, 2006, 2007, 2008, 2009, 2010, 2012, 2013, 2014, 2015, 2016.

Признавался лучшим полузащитником — 2003, 2004, 2005, 2006, 2007, 2008, 2009, 2010.

Признавался лучшим игроком чемпионата мира - 2011 года.

### Статистика выступлений в чемпионатах СССР, СНГ, России
| Сезон     | Клуб                   | Лига | И   | М   | П   | О   | Ш   |
| --------- | ---------------------- | ---- | --- | --- | --- | --- | --- |
| 1990/1991 | Динамо (Москва)        | А    | 26  | 7   |     | 7   | 30  |
|           | Фили (Москва)          | Б    | 8   | 10  |     | 10  | 10  |
| 1991/1992 | Динамо (Москва)        | А    | 29  | 12  |     | 12  | 25  |
| 1992/1993 | Динамо (Москва)        | А    | 22  | 20  |     | 20  | 30  |
| 1993/1994 | Динамо (Москва)        | А    | 18  | 23  |     | 23  | 0   |
| 2002/2003 | Водник (Архангельск)   | А    | 27  | 24  | 47  | 71  | 20  |
| 2003/2004 | Водник (Архангельск)   | А    | 22  | 21  | 32  | 53  | 15  |
| 2004/2005 | Водник (Архангельск)   | А    | 21  | 19  | 50  | 69  | 20  |
| 2005/2006 | Динамо (Москва)        | А    | 23  | 25  | 39  | 64  | 5   |
| 2006/2007 | Динамо (Москва)        | А    | 23  | 20  | 35  | 55  | 15  |
| 2007/2008 | Динамо (Москва)        | А    | 25  | 18  | 52  | 70  | 35  |
| 2008/2009 | Динамо (Москва)        | А    | 25  | 24  | 44  | 68  | 20  |
| 2009/2010 | Динамо-Москва (Москва) | А    | 33  | 19  | 56  | 75  | 30  |
| 2010/2011 | Сандвикен (Сандвикен)  | А    |     |     |     |     |     |
| 2011/2012 | Динамо-Москва (Москва) | А    | 25  | 19  | 45  | 64  | 35  |
| 2012/2013 | Динамо-Москва (Москва) | А    | 30  | 28  | 38  | 66  | 20  |
| 2013/2014 | Динамо-Москва (Москва) | А    | 28  | 16  | 36  | 52  | 10  |
| 2014/2015 | Динамо-Москва (Москва) | А    | 26  | 15  | 23  | 38  | 20  |
| 2015/2016 | Динамо-Москва (Москва) | А    | 24  | 10  | 40  | 50  | 20  |
| Всего     | 17 сезонов             | А    | 427 | 320 | 537 | 857 | 350 |
| Всего     | 1 сезон                | Б    | 8   | 10  |     | 10  | 10  |

Примечание: Статистика голевых передач ведется с сезона 1999/2000.
В чемпионатах СССР, СНГ, России забивал мячи в ворота 25 команд
```
 1.Родина              = 34 мяча 14-16.Североникель   =  8
 2-4.Енисей            = 22      14-16.Север          =  8
 2-4.Зоркий            = 22      14-16.Мурман         =  8
 2-4.Уральский трубник = 22      17-18.Вымпел         =  7
 5-6.Динамо-Казань     = 21      17-18.БСК            =  7
 5-6.Байкал-Энергия    = 21      19-20.СКА-Забайкалец =  4
 7.Старт               = 20      19-20.Локомотив Ор   =  4
 8-10.Водник           = 19      21.Саяны             =  2
 8-10.Кузбасс          = 19      22-25.Динамо А-А     =  1
 8-10.СКА-Нефтяник     = 19      22-25.Юность Ом      =  1
11-12.Сибсельмащ       = 18      22-25.Лесохимик      =  1
11-12.Волга            = 18      22-25.ХК Боровичи    =  1
13.Строитель С         = 13
```

В чемпионатах СССР, СНГ, России количество мячей в играх
по 1 мячу забивал  в 161 игре 

по 2 мяча забивал  в  63 играх 
 
по 3 мяча забивал  в  7 играх 
 
по 4 мяча забивал  в   3 играх 
 
Свои 320 мячей забросил в 234 играх, в 193 играх мячей не забивал.